# Bernard David
Pour les articles homonymes, voir Bernard David (homonymie) et David.
Bernard David est un footballeur puis entraîneur français, né le 11 octobre 1964 à La Tour-du-Pin en Isère. Il joue au poste de Milieu défensif du milieu des années 1980 au début des années 1990 au sein du FC Grenoble.
Reconverti entraîneur, il dirige le FC Grenoble puis l'AS Saint-Priest avant d'intégrer, en 2000, l'AJ Auxerre B comme entraîneur de l'équipe réserve et de diriger le centre de formation du club. En juin 2012, il devient directeur du centre de formation de l'AS Saint-Étienne. Puis finalement retourne diriger le centre de formation de l'Aj Auxerre en 2017.

## Biographie
Il commence le football à l'US Chapelle de la Tour en 1970 puis joue ensuite deux saisons au SO Chambéry de 1980 à 1982. Sélectionné dans toutes les équipes de jeunes de la ligue Rhône-Alpes, il évolue lors de sa dernière saison au club en équipe première alors en division d'honneur. Il intègre ensuite l'INF Vichy où il poursuit sa formation pendant trois ans dans la même promotion que notamment Jean-Pierre Papin, David Marraud et Didier Tholot. Avec l'équipe 2 de l'INF, il est vainqueur du championnat de division 4 en 1984. Les juniors de l'INF s'imposent en phase finale de la compétition, sur le score de deux à un face au FC Lorient dirigé par Christian Gourcuff.
En 1985, il rejoint les rangs du FC Grenoble, club de division 2 où il joue au poste de Milieu défensif ou d'arrière latéral droit. Il dispute pour sa première saison treize rencontres mais, en fin de championnat, le club termine dix-huitième et dernier du groupe A et se retrouve relégué en division 3. Le club ne reste qu'une saison à ce niveau et remonte en division 2 en terminant deuxième du groupe Sud derrière la réserve de l'AS Monaco. Victime d'une pubalgie en 1987 puis d'une rupture des ligaments croisés en 1989, il joue peu et ne dispute que vingt-neuf rencontres de division 2 les deux années suivantes. Parallèlement à son parcours de joueur, il passe ses diplômes d'entraîneur et obtient son brevet d’état premier degré en 1985 puis deuxième degré en 1990. Il met fin à sa carrière de joueur à la suite d'une dernière blessure au ménisque en 1991.
Bernard David devient alors directeur du centre de formation du club grenoblois et occupe ce poste pendant deux ans. Le club étant descendu en division 4, il est nommé en 1993 entraîneur de l’équipe première et termine treizième du groupe B. À la fin de la saison, il quitte le club et devient entraîneur de l'AS Saint-Priest qui évolue en National 2.
Sous ses ordres, le club parvient à monter en National 1 en 1997 grâce à une seconde place dans le groupe C. Le club termine à neuf points de la réserve de l'AJ Auxerre mais possède la meilleure attaque et la meilleure défense. L'AS Saint-Priest ne reste qu'une saison au troisième niveau national, sa quatorzième place lui vaut d'être relégué à la suite de la réforme du championnat National. De retour au quatrième niveau national, le club dirigé par Bernard David parvient à remonter dès la saison suivante en terminant deuxième du groupe B derrière la réserve de l'Olympique lyonnais en s'appuyant sur la meilleure défense du championnat. En phase finale du championnat réunissant les meilleurs clubs amateurs de chaque groupe, le club atteint la finale où il est battu par le Valenciennes FC. La saison 1998-1999 disputée en National s'avère difficile, le club termine dix-neuvième et se retrouve de nouveau relégué. De nouveau en CFA, l'équipe dirigée par Bernard David échoue de peu à réussir une nouvelle remontée en terminant troisième du groupe B, à un point de l'Olympique d'Alès, premier club amateur.
Après six ans à l'AS Saint-Priest, Bernard David quitte le club. Il reçoit alors des propositions de l'EA Guingamp, du Clermont Foot et de l'Olympique lyonnais mais s'engage finalement à l'AJ Auxerre où il prend la succession de Daniel Rolland, devenu entraîneur de l'équipe première, à a tête du centre de formation et de l'équipe réserve. Titulaire du troisième degré d'entraîneur en 2001, il remporte en 2002 le groupe D de CFA et en 2004 le groupe A. Il accompagne la post-formation de joueurs comme Philippe Mexès ou Djibril Cissé, replace Bacary Sagna alors avant-centre au poste d'arrière droit et forme de nombreux joueurs notamment Abou Diaby, Younès Kaboul et Mohamed Sissoko. En mai 2011, le président de l'AJA lui retire la responsabilité du centre de formation mais il reste entraîneur de l'équipe réserve,. Le 8 juin 2011, il est nommé entraîneur adjoint de Laurent Fournier en équipe première mais retourne à la direction du centre de formation lors de la nomination de Jean-Guy Wallemme à la tête de l'équipe.
À l'issue de la saison 2011-2012, l'AJ Auxerre est relégué en Ligue 2. Bernard David, à qui il reste encore deux ans de contrat, quitte alors le club, après douze ans de présence, et rejoint l'AS Saint-Étienne où il signe un contrat de quatre ans. Il déclare alors : « J'ai eu plusieurs offres, mais je ne voulais pas forcément quitter l'AJA. Mais Saint-Étienne s'est manifesté il y a déjà un moment. J'ai senti une véritable volonté de m'avoir. En plus, c'est un club mythique. Je tiens d'ailleurs à remercier le président Bourgoin qui a accepté que je résilie mon contrat à l'amiable ». Il devient le directeur du centre de formation du club stéphanois où il prend la succession de Jean-Philippe Primard. En juin 2015, il est nommé co-entraîneur de l'équipe réserve stéphanoise en compagnie de Julien Sablé. En juin 2017, Bernard David quitte le centre de formation de l'ASSE pour retourner à l'AJ Auxerre.

## Palmarès
Bernard David dispute trente-huit rencontres de division 2 pour deux buts marqués avec le FCAS Grenoble. Comme joueur, il est Champion de France de division 4 en 1984 avec l'INF Vichy.
En tant qu'entraîneur, il remporte la première édition de la Coupe de France de futsal en 1994-1995 puis est vice-champion de France amateurs avec l'AS Saint-Priest en 1998. Il remporte avec la réserve de l'AJ Auxerre le groupe D de CFA en 2002 et le groupe A en 2004.